# فریبرز مسیح
فریبرز مسیح (زادهٔ ۱۳۳۸، در تهران) یک مهندس سازه،پژوهشگر سیستم‌های میکرو الکترومکانیکی، نیکوکار و سرمایه‌گذار ایرانی مقیم آمریکا است.
وی مالک اصلی و مدیرعامل فعلی شرکت سرمایه‌گذاری Picoco LLC و نیز بنیانگذار بنیاد خیریه مسیحاست. مسیح بیشتر بخاطر کمک‌های نقدی خود به دانشگاه‌هایی مانند دانشگاه ایالتی پورتلند،مؤسسه فناوری ماساچوست و دانشگاه جنوب کالیفرنیا به عنوان یک نیکوکار و کارآفرین سرشناس معرفی می‌شود. در پی همین اقدامات دانشگاه ایالتی پورتلند به افتخار او دانشکده مهندسی و علوم کامپیوتر خود را تحت عنوان کالج مهندسی و علوم کامپیوتر فریبرز مسیح (به انگلیسی: The Fariborz Maseeh College of Engineering and Computer Science) به نام وی کرده‌است. با کمک بنیاد مسیحا در دانشگاه MIT در سال ۲۰۱۰ یک مجتمع خوابگاهی با کمک ۲۴ میلیون دلاری او مخصوص دانشجویان دوره کارشناسی با نام مسیح هال (به انگلیسی: The Fariborz Maseeh Hall) تأسیس گردید که بزرگترین در نوع خود بوده و همچنین نزدیک‌ترین خوابگاه از لحاظ دسترسی به پردیس اصلی دانشگاه MIT است.

شرکتی که وی با نام «اینتلی سنس» (به انگلیسی: IntelliSense) بنیان نهاد، دو بار توسط نشریه «نیو انگلند تکنولوژی» و نشریه فوربز در فهرست برترین شرکت‌های پیشروی صنعت «MEMS» قرار گرفت. وی هم‌اکنون از اعضای پیوستهٔ «MIT Corporation» است.

مسیح پس از شرکت در آزمون کنکور در ایران، در رشته مهندسی عمران در دانشگاه تهران پذیرفته شده بود، که به دلیل نا آرامی‌های زمان انقلاب ایران، و بسته‌شدن مکرر کلاس‌ها تصمیم به رها کردن آنجا گرفت. وی سرانجام به تنهایی در مارس ۱۹۷۷، زمانی که تنها ۱۸ سال داشت، ایران را به مقصد ایالت اورگان آمریکا ترک گفت. خانواده‌اش مدتی پس از وقوع انقلاب اسلامی ۵۷ به او پیوستند.

## زندگی و تحصیلات
مسیح تحصیلات ابتدایی خود را در دبیرستان البرز تهران ادامه داد. پدرش یک مهندس برق ایرانی است و پدربزرگش یک تاجر تنباکو بود. کاملیا مسیح خواهر وی و یکی از اعضای خانواده شش نفره مسیح متخصص چشم و بینایی بود که در سال ۲۰۱۰ میلادی درگذشت. او در سن هجده سالگی به همراه خانواده‌اش به ایالت اورگن در ایالات متحده آمریکا مهاجرت نمود. سپس دورۀ کارشناسی خود را در رشتۀ مهندسی سازه با درجه افتخار و کارشناسی ارشد خود را در رشتهٔ ریاضیات سیستم‌های میکرو الکترومیکانیکی در همان‌جا گذراند. وی پیشتر یک دوره ارشد را در دانشگاه تگزاس در آستین گذرانده بود. مسیح برای ادامۀ تحصیل و اخذ دکتری در رشتۀ مهندسی عمران وارد مؤسسه فناوری ماساچوست و در سال ۱۹۹۰ از آنجا فارغ‌التحصیل شد. یک دهه بعد و بعد از توفیقاتی که در تجارت به دست آورد، او بخش بزرگی از همت و تلاش و سرمایۀ خود را برای توسعۀ علوم اختصاص داد و به جمع کسانی پیوست که برای رشد و توسعۀ علوم سرمایه‌گذاری کرده و از آن حمایت مالی می‌کنند.

## سوابق کاری و زمینه‌های پژوهشی
فریبرز مسیح کار خود را به عنوان مدیر پژوهشی در یک استارتاپ در سیلیکون ولی آغاز کرد. وی یک سال بعد در سال ۱۹۹۱ شرکتی به نام اینتلی سنس (به انگلیسی:IntelliSense) را بنیان نهاده، سپس در سال ۲۰۰۰ آن را واگذار کرد. این شرکت که در نوع خود یک پروژۀ موفق تحقیقاتی در زمینۀ سیستم‌های میکرو الکترومیکانیکی بود دو بار به ترتیب توسط نیو انگلند تکنولوژی و نشریه فوربز به ترتیب در لیست پنجاه و پانصد شرکت پیشروی MEMS در همین زمینه قرار گرفت. وی در سال ۲۰۰۱ به شرکت سرمایه‌گذاری پیکوکو (به انگلیسی :Picoco LLC) و در همان سال بنیاد مسیحا (به انگلیسی:The Massihah Foundation) را بنیان نهاد.

## اقدامات نیکوکارانه

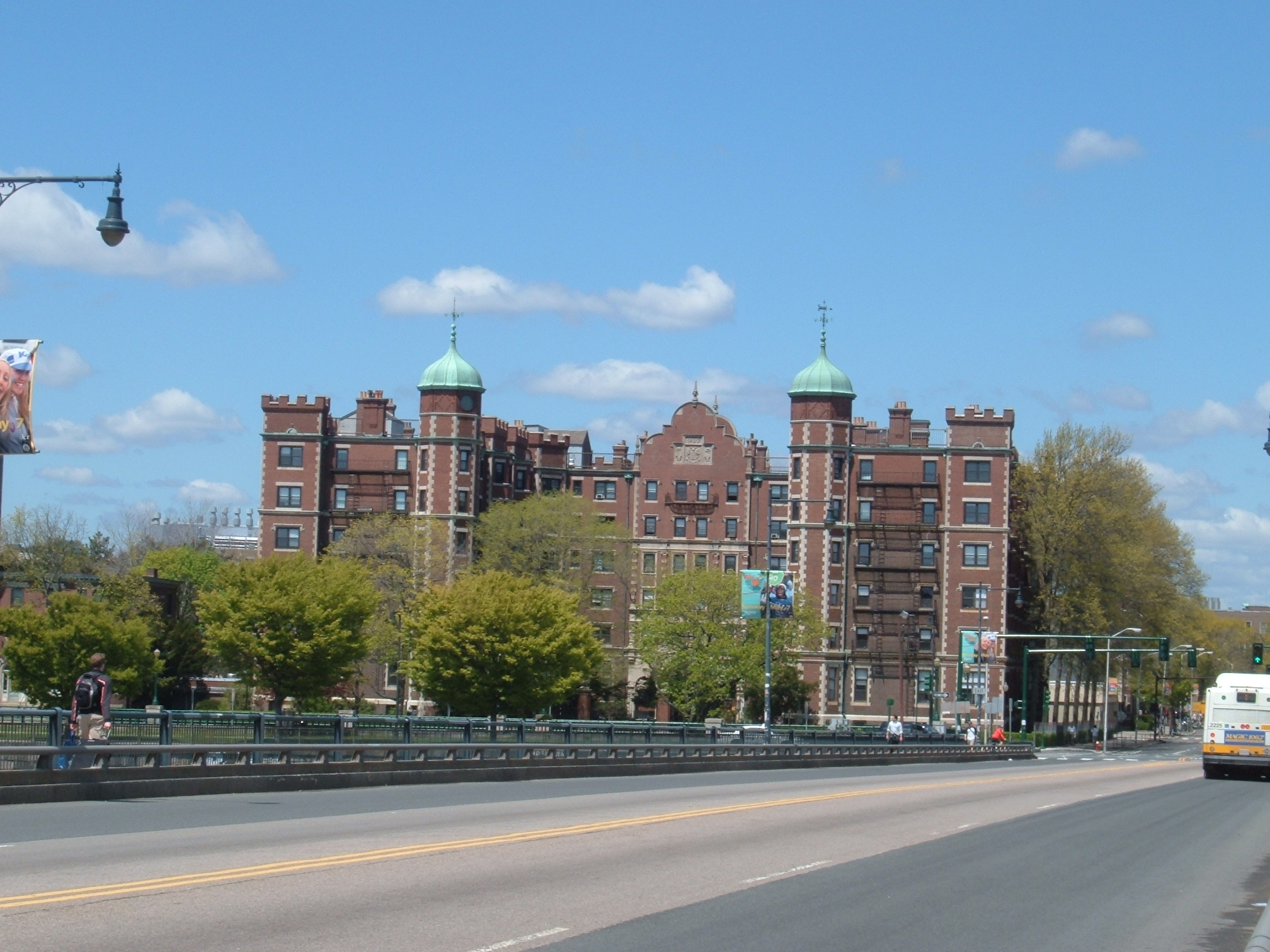
نمایی از دور از «مسیح هال»، خوابگاهی که سابقاً با نام «اولد اشداون هال» شناخته می‌شد و پس از کمک نیکوکار ایرانی برای بارسازی آن به نام وی گردید.

### کالج فریبرز مسیح
مسیح در بهار سال ۲۰۰۴ به همراه دانیل برنشتاین مبلغ ۸ میلیون دلار به دانشگاه ایالتی پورتلند کمک کرد که از آن پس کالج علوم مهندسی و کامپیوتر این دانشگاه به نام کالج فریبرز مسیح نامگذاری شد. او در سال ۲۰۱۲ نیز نزدیک به ۴ میلیون دلار دیگر به این دانشگاه کمک کرد که به گفته «ویم ویوئل» (به انگلیسی:Wim Wiewel) رئیس دانشگاه ایالتی پورتلند، صرف تحقیقاتی در زمینه‌های سلامت، توسعه شهری و علوم کامپیوتر خواهد شد. یک سال بعد فریبرز مسیح با اهدای ۲ میلیون دلار مرکز ایرانی ساموئل جردن را در دانشگاه ایالتی کالیفرنیا در شهر ارواین پایه‌گذاری کرد.

### مرکز ایران‌شناسی دانشگاه یوسی‌آی
مرکز ایران‌شناسی دانشگاه کالیفرنیا در ارواین در سال ۲۰۰۶ میلادی توسط فریبرز مسیح و به نام «ساموئل ام جردن» تأسیس شد. هم‌اکنون مرکز ایران‌شناسی دانشگاه کالیفرنیا در ارواین دارای ۳ دوره تحصیلی و یک مرکز مطالعاتی در دانشکده علوم انسانی دانشگاه یوسی‌آی است.

مسیح در گفتگویی با سایت تاریخ ایرانی دلیل نامگذاری این مرکز به نام جردن را این گونه توصیف کرده‌است: ”دکتر جردن بنیانگذار دبیرستان البرز و بخشی مؤثر و لاینفک از حیات سیستم آموزشی ایران است. جردن شخصیتی فراتر از انتظار برای دانش‌آموختگان ایرانی است. او به عنوان یک آمریکایی تقریباً تمام دوران بزرگسالی خود را به آموزش و پرورش ایرانیان اختصاص داد و این از نظر من به عنوان یک ایرانی، کاری بزرگ و سخاوتمندانه است. ” با کمک وی همین‌طور مجموعه‌ای با نام مرکز مطالعات ایرانی در دانشگاه ایرواین تأسیس شد که فعالیت‌های گسترده‌ای را برای شناسایی فرهنگ ایران به غیر ایرانی‌ها آغاز کرده‌است. خانم کرن لارنس مدیر بخش علوم انسانی دانشگاه ایرواین و مدیر اجرایی مرکز یک سال بعد ۲۰۰۶ در مصاحبه با رادیو فردا گفت: دکتر مسیح کمک‌های قابل توجهی به دانشگاه کرده بود. این مرکز که مراحل آخر تکمیل را طی می‌کند در محوطه دانشگاه قرار گرفته‌است اما با پایان بنای تازه بخش علوم انسانی این مرکز نیز به این محل تازه و دائمی نقل مکان خواهد کرد. خانم لارنس ساختن یک مرکز ایرانی را در دانشگاهی که بخش عمده آن را ایرانی تبارهای جنوب آمریکا تشکیل می‌دهند در پیشبرد طرح فریبرز مسیح مؤثر می‌داند. از جمله هنرمندان شناخته شده ایرانی که چندسالی است در این مرکز سرگرم کار است، دکتر حسین عمومی، استاد و نوازنده نی و ردیف‌دان است که فعالیت‌های مهمی در بخش موسیقی ایرانی این مرکز داشته‌است.

تصویر لوگوی جایزه MEPC، بنیان نهاده شده توسط فریبرز مسیح در دانشگاه کالیفرنیای جنوبی (USC).

### کرسی مطالعات زرتشتی در دانشگاه یوسی‌آی
در سال ۲۰۲۰، بنیادِ زیر نظر وی کمکی به مبلغ یک و نیم میلیون یورو برای ایجاد نخستین کرسی مطالعاتِ زرتشتی در دانشگاه کالیفرنیا انجام داد.

## بنیانگذاری‌های برجسته
- مرکز ایرانشناسی ساموئل مارتین جردن در دانشگاه UCI-سال ۲۰۰۶[۴۰]
- جایزه مسیح در رقابت برای کارآفرینی (MEPC)در دانشگاه USC[۴۱]
- بنیاد مسیحا برای امور انسان دوستانه - سال ۲۰۱۰[۴۲]
- شرکت اینتلی سنس فعال در عرصه MEMS- سال ۱۹۹۱
- شرکت سرمایه‌گذاری «Picoco LLC» در سال ۲۰۰۱

## افتخارات
- ۲۰۰۵ مدال طلای Computertown (برای ایجاد فناوری‌های برجسته)
- ۲۰۰۶ PICMET مدال تعالی (برای دستاوردهای فوق‌العاده و سهم برجسته در مهندسی)
- ۲۰۰۶ دریافت کننده مدال افتخار جزیره الیس
- ۲۰۰۷ جایزه Serviat Doctrina Urbi (جایزه خدمات ریاست جمهوری برای کمک به PSU)
- ۲۰۰۹ جایزه بنسون سیمون (بالاترین افتخار دانشگاه ایالتی پورتلند)، در به رسمیت شناختن به عنوان یکی از پیشگامان معاصر در انسان دوستی
- ۲۰۰۹ معتبرترین افتخار UCI (برای کمک‌های استثنایی به مأموریت دانشگاه در آموزش، پژوهش و ارائه خدمات عمومی است)[۴۳]
- ۲۰۱۱ جایزه فارغ التحصیلان برجستهٔ مهندسی دانشگاه تگزاس در آستین (دانشکده مهندسی Cockrell، جایزه فارغ التحصیلان برجسته)
- ۲۰۱۳ جایزه ویتربی USC[۴۴]

## عضویت و فعالیت
- عضویت در MIT Corporation
- از اعضای برد مدرسه پزشکی دانشگاه هاروارد
- از اعضای هیئت اجرایی انجمن علوم و فنون کالیفرنیا (CCST)
- از اعضای هیئت تولیت دانشگاه کالیفرنیا در ایرواین[۴۵]
- از اعضای برد مشورتی مهندسی در دانشگاه MIT
- از اعضای برد مشاوران دانشکده مهندسی ویتربی در دانشگاه جنوب کالیفرنیا
- از اعضای برد مشورتی کالج مهندسی و علوم کامپیوتر فریبرز مسیح در دانشگاه ایالتی پورتلند
- رئیس اسبق برد مدیران بیمارستان کودکان اورنج کانتی
- عضو اسبق باشگاه دختران و پسران بوستون[۴۶]